# Carmen Salvay de Germano
María del Carmen Salvay de Germano (falleció en Posadas, Misiones, el 31 de julio de 2012, a los 74 años) fue una activista argentina por los derechos humanos, integrante de la Asociación de Familiares de Desaparecidos de Entre Ríos.

## Breve reseña
Su infancia se desarrolló en Chajarí, en un típico hogar de clase media. Estudió en el colegio de las monjas Adoratrices del Santísimo Sacramento, de Concordia. Siendo muy joven contrajo matrimonio con Felipe Germano, gerente del Banco de Entre Ríos. Debido a las exigencias de la actividad laboral de su esposo, la pareja vivió en distintas localidades antes de establecerse en la ciudad de Paraná. Tuvieron cuatro hijos varones: Eduardo, Diego, Guillermo y Gustavo. Vivieron en una casa de la calle Santa Fe 534, donde Carmen dictaba clases de francés.

## Homenajes
El 21 de junio de 2012, la Legislatura de la Provincia de Entre Ríos, rindió un homenaje a Carmen.
Años después, a través de la ordenanza N° 9380 aprobada por el Concejo Deliberante de la ciudad de Paraná, promulgada por el Ejecutivo Municipal (decreto 833/16) y oficializada a través de la publicación del Boletín Oficial de la provincia, se designó con el nombre “Carmen Salvay de Germano” a la calle N° 1837 desde Salvador Maciá, hasta Avenida Almafuerte en el predio del ex-Hipódromo de la capital provincial.
Cerca de un centenar de personas asistieron al emotivo acto público donde quedó oficialmente impuesto su nombre a esa arteria, en agosto de 2016. En ese acto su nieto Matías Germano, subsecretario de Derechos Humanos de Entre Ríos, expresó: “Era una mujer muy humilde que se preocupaba por las injusticias profundamente. No solamente por las que le tocó vivir en términos personales a ella y a sus compañeras, sino también por las que día a día veía en la ciudad”.

## Secuestro y asesinato de su hijo Eduardo Germano
Eduardo era el mayor de los cuatro hijos de Carmen Salvay de Germano. Había nacido en Villaguay el 20 de febrero de 1958. Fue secuestrado en su domicilio el 17 de diciembre de 1976 y asesinado el 26 del mismo mes en la localidad de Fisherton. Al momento de su muerte tenía 18 años. Sus restos fueron enterrados como NN en el cementerio La Piedad de Rosario. En 2014 fueron identificados y recuperados.

### Ausencias
Gustavo Germano es el autor de una serie de fotos denominada Ausencias. El fotógrafo tomó varias imágenes familiares de detenidos desaparecidos y las recreó, tratando de respetar escenarios y detalles. El resultado inquieta por lo que no está en las fotos nuevas: la figura del detenido desaparecido marca lo que falta. En una primera imagen hay cuatro hermanos muy jóvenes. En la segunda, hay solo tres personas. El que falta es su hermano Eduardo Raúl.